# 熊本市電春竹線
春竹線（はるたけせん）は、かつて熊本県熊本市の辛島町停留場から南熊本駅前停留場までを結んでいた、熊本市交通局（熊本市電）の軌道路線。1970年（昭和45年）に廃線となった。

## 歴史
- 1929年（昭和4年）6月20日：辛島町 - 春竹間を開業、辛島町・新鍛冶屋町・本庄町中通（本荘中通）・本庄町・春竹町本通（春竹本通→春竹町）・春竹町二ノ井出（春竹二ノ井手）・春竹駅前各停留場を開業（括弧内は改称後の停留場名、いずれも改称時期不明）。
- 1936年（昭和11年）8月28日：辛島町停留場を東辛島町停留場に改称（後に辛島町停留場に再改称、年月日不明）。
- 1940年（昭和15年）5月10日：春竹駅前停留場を南熊本駅前停留場に改称。
- 1943年（昭和18年）12月28日：新鍛冶屋町・春竹二ノ井手の各停留場を廃止。
- 1953年（昭和28年）11月9日：本荘中通停留場を代継橋停留場（初代）に改称。
- 1959年（昭和34年）4月1日：代継橋停留場を本荘中通停留場に改称、旧・新鍛冶屋町停留場の位置に代継橋停留場（2代目）が開業。
- 年月日不明：旧・春竹二ノ井手停留場を春竹新道停留場として復活。
- 1970年（昭和45年）5月1日：辛島町 - 春竹間の全線廃止。

## 電停一覧
- 全停留場が熊本県熊本市に所在。
- 接続路線は廃線当時のもの。

| 停留場名         | 駅間 キロ | 累計 キロ | 接続路線                          |
| ---------------- | --------- | --------- | --------------------------------- |
| 辛島町停留場     | -         | 0.0       | 熊本市電：幹線・上熊本線          |
| 代継橋停留場     | 0.3       | 0.3       |                                   |
| 本荘中通停留場   | 0.2       | 0.5       |                                   |
| 本荘町停留場     | 0.3       | 0.8       |                                   |
| 春竹町停留場     | 0.3       | 1.1       |                                   |
| 春竹新道停留場   | 0.3       | 1.4       |                                   |
| 南熊本駅前停留場 | 0.3       | 1.7       | 日本国有鉄道：豊肥本線 ⇒ 南熊本駅 |

## 過去の接続路線
春竹線廃線前に廃止されたもの。
- 南熊本駅前停留場：熊延鉄道（1964年3月限りで廃止）

## 路線復活計画
2016年（平成28年）9月、熊本市は市電の延伸を検討しているいくつかの計画線のうち、春竹線を踏襲した辛島町からJR南熊本駅までの1.7kmの「南熊本ルート」と、健軍線健軍町停留場から東区東町の第二空港線までの1.5kmの「自衛隊ルート」のどちらかを優先的に整備する方針を固めた。しかし、同年10月の詳細検討を経て、2017年（平成29年）の熊本市公共交通協議会にて自衛隊ルートに決定されている。